# プラティベロドン
プラティベロドン（学名：Platybelodon）は、新第三紀中新世前期から後期にかけてアフリカ大陸・ユーラシア大陸・北アメリカ大陸に生息した、長鼻目アメベロドン科に属する絶滅した哺乳類の属。シャベルのように特殊化した下顎とその歯を特徴とする。

## 形態
プラティベロドンの肩高は約2メートルに達する。上顎の牙は現生のゾウと比較して小型であるが、下顎の牙は大きく扁平な四角形の板状構造をなしており、下顎はシャベル状である。また頭部と頸部は前後に長く、地表の植物や水の摂食・摂取に適していた。

## 時空間分布と種
人類の起源をアジアに求めるヘンリー・フェアフィールド・オズボーンの仮説を信じ、アメリカ自然史博物館のロイ・チャップマン・アンドリュースがゴビ砂漠での発掘調査を開始したのは、1922年のことであった。アンドリュースは1925年までモンゴル側で調査を行っていたが、1928年と1930年の調査では中国側に調査地を移し、中新世の哺乳類化石を多く発見した。1928年に初めて発見されたプラティベロドンは当該調査の成果物の代表例である。オズボーンは近縁のアメベロドンの生物層序に基づいてプラティベロドンを鮮新世の動物と考えたが、後にワン・シャオミンらにより中新世の動物であることが明らかにされた。
プラティベロドン属は2022年時点で6種が知られている。このうち P. dangheensis（中国北西部）、P. tongxinensis（中国北中央部）、P. grangeri（中国北部一帯）、P. tetralophus（内モンゴル自治区）の4種は中華人民共和国で化石が産出しており、中期中新世の中国においてプラティベロドン属は支配的であった。主に東ヨーロッパで知られる P. davoi は、クバーニ（ロシア）、ヴァルナ（ブルガリア）、ジョージア、トルコで化石が産出しており、中国の寧夏回族自治区からも報告がある。アフリカ大陸ではケニアから未定種が産出している。北アメリカ大陸ではアメリカ合衆国ネブラスカ州から P. barnumbrowni が知られている。
プラティベロドン属は、長鼻目の哺乳類が大型化しまた鼻が長大化していく過程に出現した属として位置付けられており、アメベロドン科の中ではアルカエオベロドンよりも派生的である。その本属でもヨーロッパの P. davoi や中国の P. dangheensis および P. tongxinensis、加えてアフリカの未定種は基盤的な種と見なされており、Wan and Li (2022) では中新世前期の後半から中新世中期の前半に生息した原始的なグループとして纏められている。P. grangeri は中新世中期の中盤、P. tetralophus は中新世中期の終盤から中新世後期の初頭、P. barnumbrowni は中新世後期の後半の種である。すなわち、ユーラシア大陸最後の種である P. tetralophus よりも後に北アメリカに P. barnumbrowni が生息しており、既知の範囲内では当該種が本属最後の種である。
なお、P. tetralophus は元々 P. grangeri に分類されていたが、Wan and Li (2022) はアメリカ自然史博物館に所蔵された標本をタイプ標本として新種記載した。また Wan and Li (2022) は、ゴンフォテリウム属の種である Gomphotherium shensiense の標本をプラティベロドン属の P. tongxinensis に再分類し、G. shensiense を P. tongxinensis のジュニアシノニムとした。

## 古生態
プラティベロドンはかつて、草原の発達したサバナの湿地帯で水生植物や半水生植物を歯で掘り起こして摂食していたと考えられていた。しかし、歯の摩耗パターンから、プラティベロドンは短い牙を用いて樹木から樹皮を削剥していたこと、あるいはシャベルの縁を形成する鋭利な切歯を現代の大鎌のように用い、同体で枝を掴んで下顎の歯で葉を木から切り離していたことが示唆されている。特に成獣は幼獣と比べてよく粗い植物を摂食していた可能性がある。

## ギャラリー

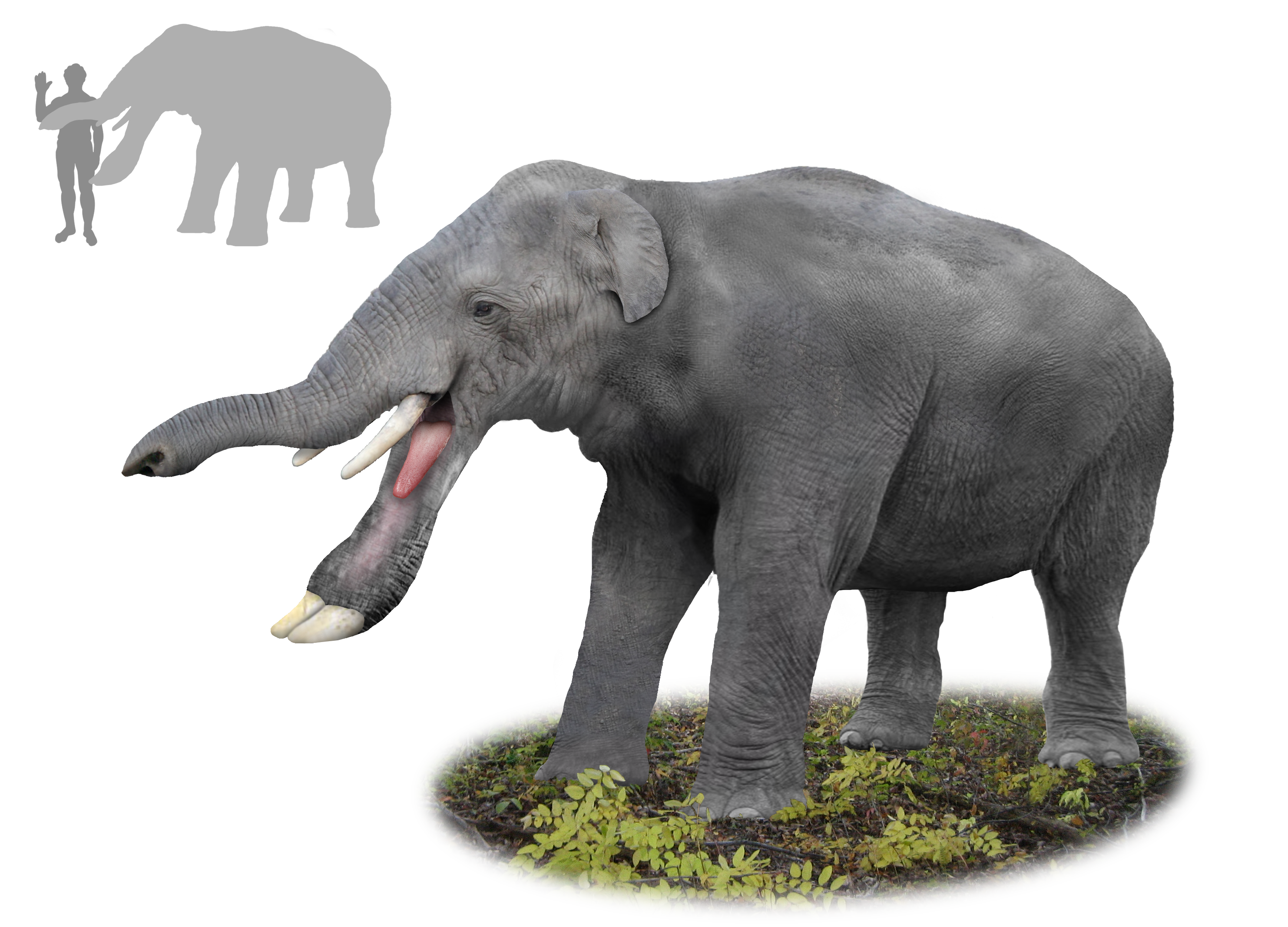
Platybelodon grangeri
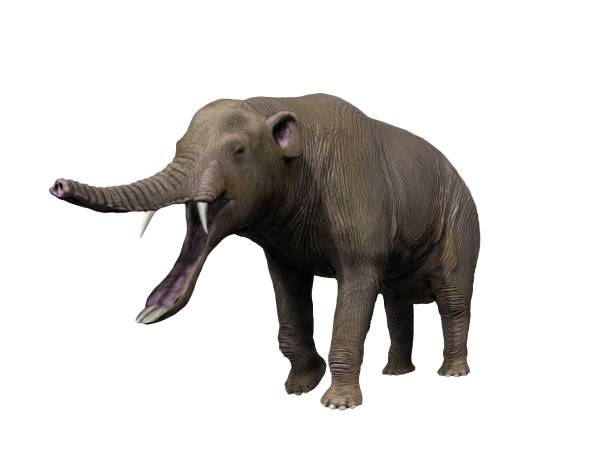
Platybelodon grangeri
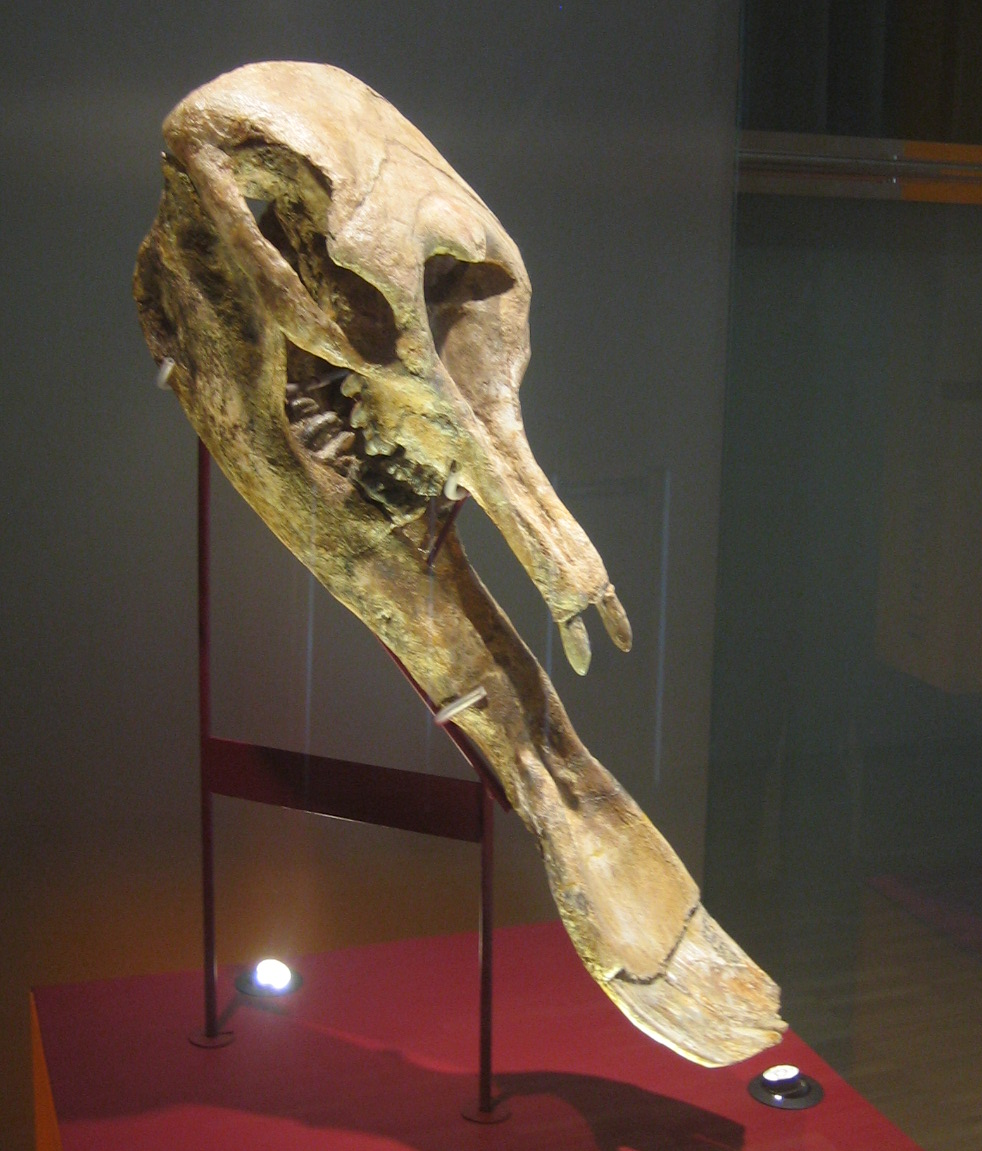
P. grangeri 頭蓋骨（バルセロナ）
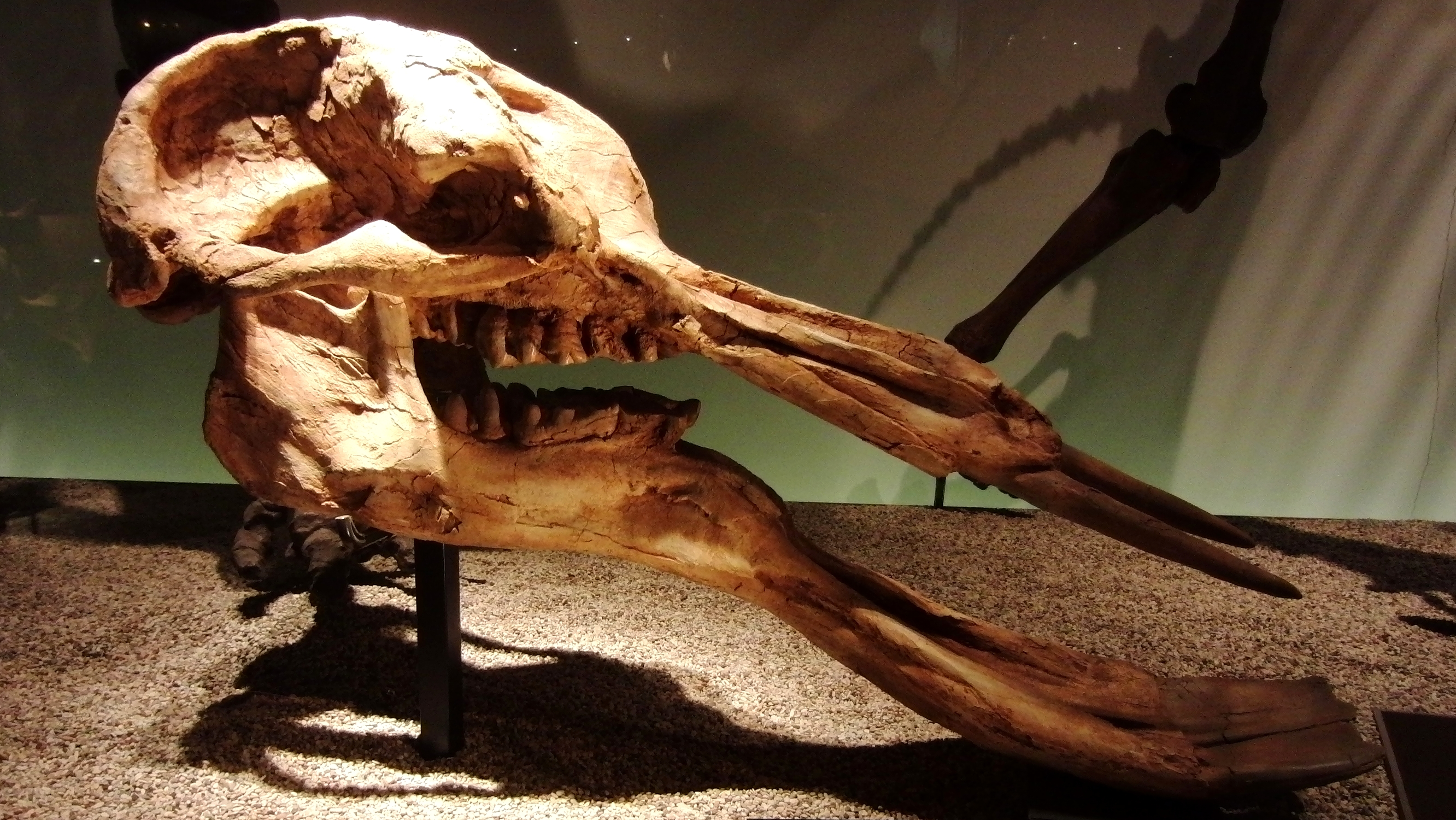
P. grangeri 頭蓋骨（東京都）